# Ernst Gräfenberg
Ernst Gräfenberg (født 26. september 1881 i Adelebsen ved Göttingen, Tyskland, død 28. oktober 1957 i New York, USA) var en tysk gynækolog der fandt g-punktet, som er opkaldt efter ham (Gräfenberg-punkt).